# ۸۸۱ (قمری)
۸۸۱ (قمری)، هشتصد و هشتاد و یکمین سال در گاهشماری هجری قمری است. اول محرم این سال برابر با پنجم مه سال ۱۴۷۶ میلادی است.

## وابسته
- شیخ حیدر